# Gerhard Hanappi

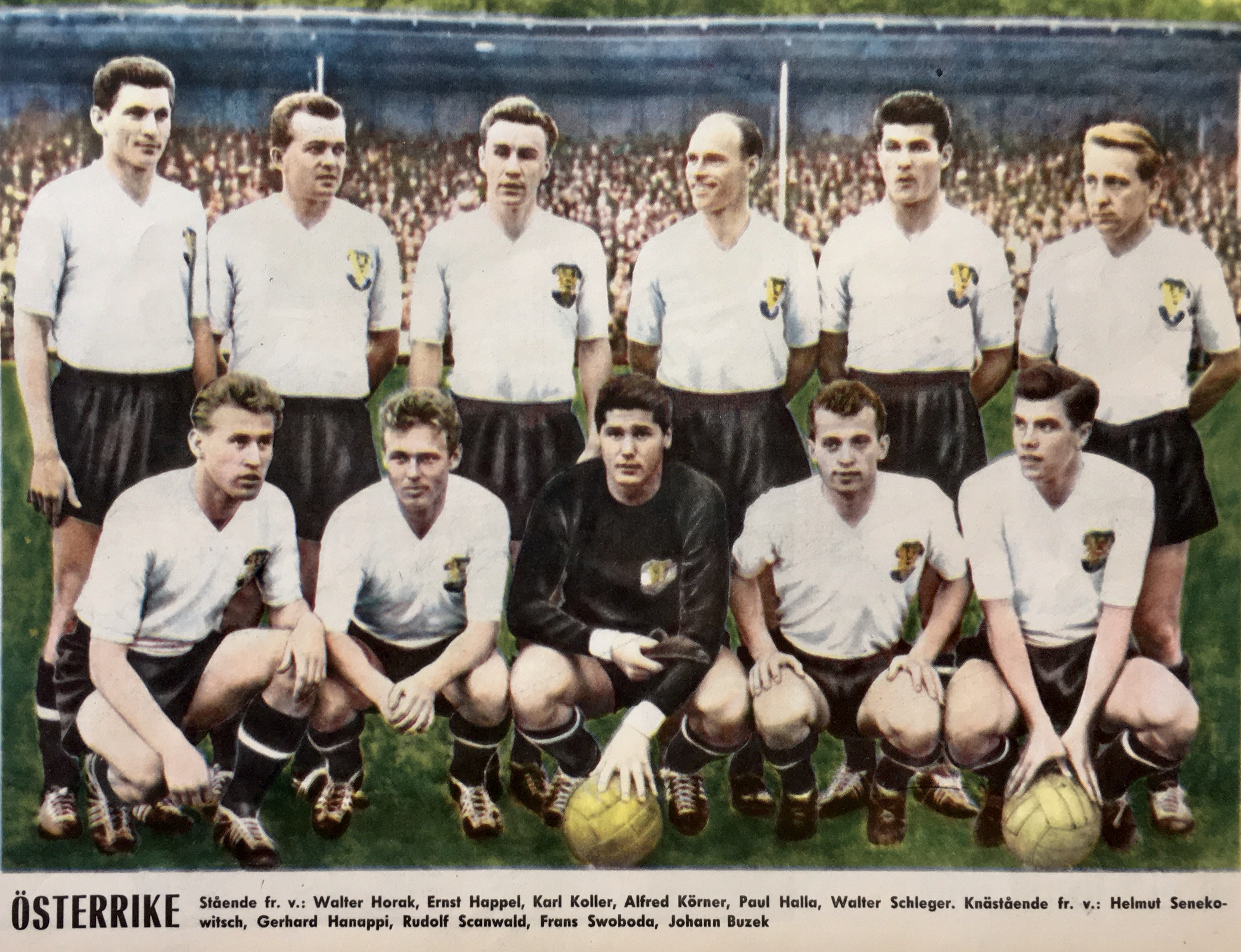
Österreichische Nationalmannschaft aus dem Jahre 1958 – Bild zeigt 2. Reihe stehend v. l.: Walter Horak, Ernst Happel, Karl Koller, Alfred Körner, Paul Halla, Walter Schleger; 1. Reihe hockend v. l.: Helmut Senekowitsch, Gerhard Hanappi, Rudolf Szanwald, Franz Swoboda und Johann Buzek

Gerhard Hanappi (* 16. Februar 1929 in Wien; † 23. August 1980 ebenda) war ein österreichischer Fußballspieler und Architekt.
Hanappi galt als Alleskönner mit einer feinen Technik und der Fähigkeit, Spielsituationen schnell zu erfassen, der – wie Walter Nausch es ausdrückte – „überall spielen kann“. Der langjährige österreichische Rekordnationalspieler war als linker Außenverteidiger der Schlüsselspieler des Teams bei der Weltmeisterschaft 1954 in der Schweiz, bei der Österreich den 3. Platz belegte. Er wurde unter anderem 1953 in die Weltauswahl berufen. Nach seiner Fußballkarriere wurde der „Gschropp“, wie Gerhard Hanappi aufgrund seiner Größe (1,69 m) gerufen wurde, Architekt und erbaute unter anderem das Weststadion (später Gerhard-Hanappi-Stadion), an dessen Stelle jetzt das Allianz Stadion steht.

## Leben und Ausbildung
Gerhard Hanappi wuchs bei der Schwester seiner früh verstorbenen Mutter auf. Nach dem Besuch der HTL Mödling mit Maturaabschluss im Jahr 1947 begann er ein Architekturstudium an der Technischen Hochschule Wien, das er 1957 als Diplomingenieur abschloss. Danach war er bei der Wiener Stadtplanung und in mehreren Architekturbüros beschäftigt. 1962 ging er den Weg in die Selbstständigkeit.

## Sportliche Karriere

### Tragende Rolle bei Wacker und „der Fall Hanappi“
Gerhard Hanappi begann seine Karriere als Fußballer beim kleinen Wiener Vorstadtklub Wacker. Schon mit 17 Jahren spielte er regelmäßig in der Kampfmannschaft der Meidlinger und feierte mit ihnen 1947 überraschend seinen ersten Meistertitel. Im selben Jahr wurde die Wiener Austria im Cup mit 4:3 bezwungen. Hanappi spielte im Finale noch im Mittelfeld der Meidlinger, später wurde er meist als Verteidiger eingesetzt. Er galt bald als größtes Talent im Wiener Fußball, sodass sich einige Vereine um einen Wechsel zu ihnen bemühten.
Mit 19 Jahren debütierte Hanappi am 14. November 1948 beim 2:1-Sieg über Schweden als Verteidiger in der österreichischen Nationalmannschaft. Von da an kam er in 55 aufeinanderfolgenden Länderspielen der Nationalmannschaft zum Einsatz, ehe er sechs Jahre später aufgrund einer Verletzung in einem Spiel gegen Jugoslawien pausieren musste. Mit 21 Jahren wurde der Wacker-Spieler als erster Nichtrapidler zum Fußballer des Jahres gewählt.
Im Jahre 1950 spitzte sich der „Fall Hanappi“, wie sein Abgang von Wacker bezeichnet wurde, zu. Er sollte zu Rapid wechseln, Wacker wollte den „Ballkünstler“ jedoch um keinen Preis freigeben. Rapids Sektionsleiter Franz Binder entschloss sich daher kurzerhand, den Fußballspieler zu „entführen“ und zu „verstecken“. Der endgültige Wechsel von Meidling nach Hütteldorf wurde erst nach sechs vereinslosen Monaten abgeschlossen. Die Wacker-Fans schworen den Grün-Weißen „ewige Rache“, was zu pikanten Duellen dieser beiden Vereine in den folgenden Jahren führte. Während seiner vereinslosen Zeit nahm sich der Nationalmannschaftstrainer und ehemalige Wunderteamspieler Walter Nausch des Alleskönners an und setzte ihn auch weiterhin in der Mannschaft ein.

### Erfolge mit Rapid und bei den Weltmeisterschaften
In seiner ersten Saison für den SK Rapid gewann Hanappi bereits seinen ersten internationalen Titel. Im Finale des Turniers um den Zentropacup, einer Neuauflage des Mitropapokals, traf das Team nach dem 5:0-Sieg im 2. Halbfinale über Lazio Rom im rein österreichischen Duell auf den SC Wacker Wien. Das hart geführte Spiel endete schließlich mit 3:2 zugunsten der “Grün-Weißen.”
Auf nationaler Ebene bestimmte Hanappi mit seinem neuen Verein zumeist das Meisterschaftsgeschehen  – insgesamt sieben Meistertitel und einmal den Cup gewann er in Hütteldorf. Auch kam er im seit 1955 ausgetragenen Europapokal der Landesmeister mit den Rapidlern 1961 bis ins Halbfinale. Insgesamt 14 Jahre lang (bis zu seinem Karriereende 1964) spielte er bei Rapid, sieben Jahre davon (1957–1964) als Kapitän. In dieser Zeit bestritt Hanappi, der auf nahezu allen Positionen bei Rapid spielte, 333 Meisterschaftsspiele und erzielte dabei 114 Tore. 1999 wurde er von den Lesern des Rapidmagazins mit den drittmeisten Stimmen in die Jahrhundertelf von Rapid gewählt.
Seinen größten Erfolg im Nationaldress feierte der 93-fache Teamspieler bei der Weltmeisterschaft 1954 in der Schweiz, nachdem zuvor in der Qualifikation Portugal mit 9:1 besiegt worden war. Bei der WM zog Hanappi als linker Außenverteidiger neben seinem Klubkollegen Ernst Happel mit der Nationalmannschaft nach einem 1:0 über Schottland und einem 5:0-Kantersieg über die Tschechoslowakei ins Viertelfinale ein, wo man auf den Gastgeber traf. Österreich entschied diese Partie in der berühmten Hitzeschlacht von Lausanne mit 7:5 für sich, schied jedoch im Halbfinale gegen Deutschland aus. Österreich gewann anschließend das kleine Finale um Platz 3 gegen den amtierenden Weltmeister Uruguay mit 3:1.
Nach der Weltmeisterschaft wurde der Verteidiger 1955 zum Kapitän der Nationalmannschaft ernannt und Mitte Januar 1956 als Österreichs Sportler des Jahres 1955 ausgezeichnet. Bei der Weltmeisterschaft 1958 in Schweden konnte Hanappi an den Erfolg von 1954 nicht anknüpfen; er scheiterte mit der österreichischen Mannschaft nach Lospech bereits in der Gruppenphase an Brasilien, England und der Sowjetunion.

## Architektenkarriere
Nach Beendigung seiner Fußballkarriere 1965 begann Hanappi seine Architektenlaufbahn. Noch im selben Jahr wurde er als erster Fußballer mit dem Goldenen Verdienstzeichen der Republik Österreich geehrt. Bereits als Spieler hatte er Pausen mit zahlreichen Architekturstudienbüchern verbracht. Als sein „Hauptwerk“ gilt die Planung und der Bau des Wiener Weststadions, das am 10. Mai 1977 mit einem 1:0-Sieg gegen die Wiener Austria eröffnet wurde und bis zu seinem Abriss im Oktober 2014 dem SK Rapid als Spielstätte diente. Hanappi hatte zuvor bereits Erfahrungen mit Sportanlagen gesammelt, plante unter anderem die ÖMV-Anlage in der Stadlau.

## Tod, Nachleben

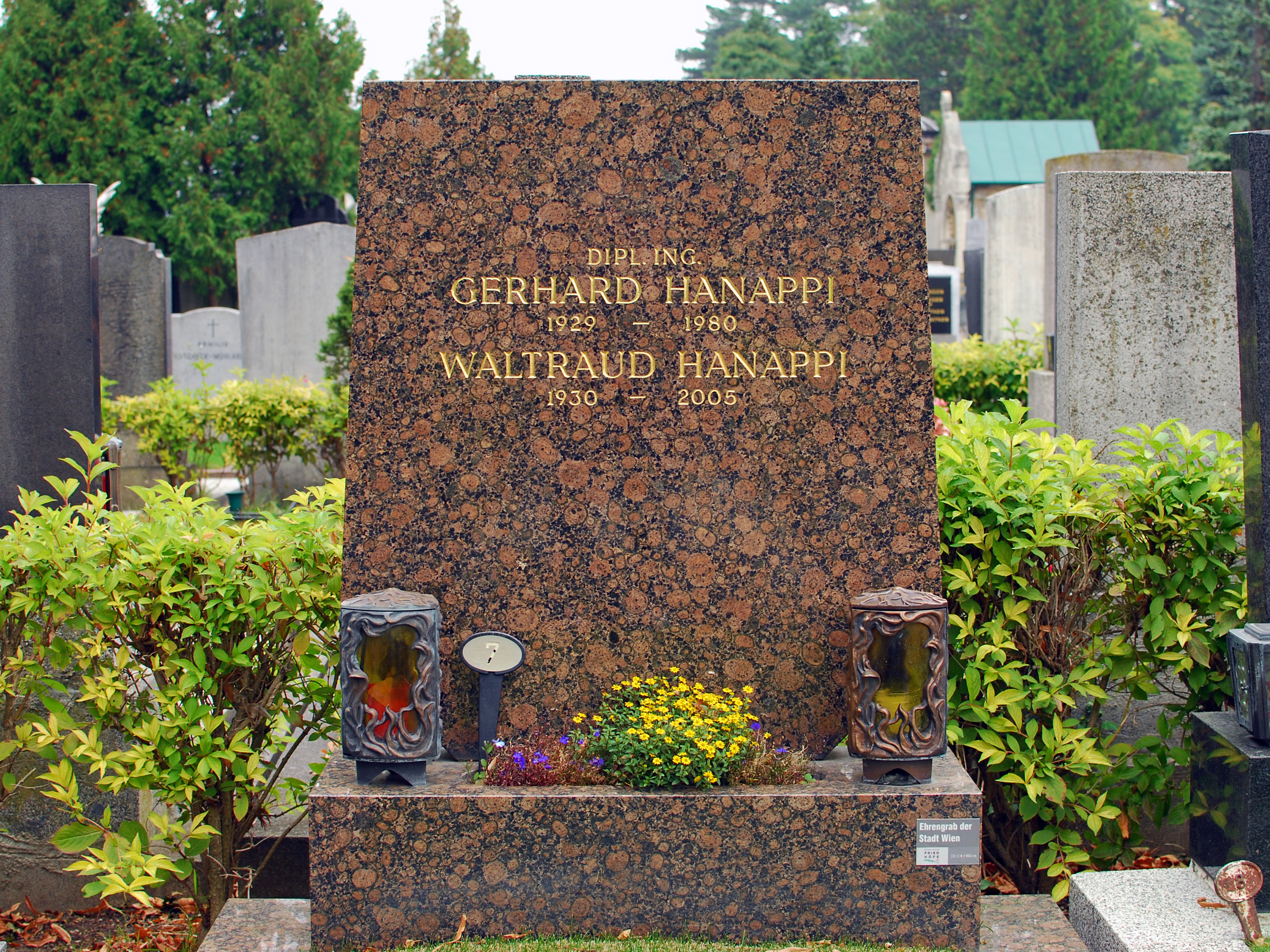
Ehrengrab auf dem Hietzinger Friedhof

Gerhard Hanappi starb im Alter von 51 Jahren an Lymphdrüsenkrebs und wurde in einem ehrenhalber gewidmeten Grab auf dem Hietzinger Friedhof (Gruppe 63, Reihe 3, Nummer 7) beigesetzt. Das später nach ihm benannte Weststadion, das zu seinen Lebzeiten von einem großen Teil der Rapidfans wegen seiner sterilen Atmosphäre abgelehnt worden war, wurde nach und nach geschätzt, vielbesucht und gemäß dem Wahlspruch „Rapid ist eine Religion“ auch als „Sankt Hanappi“ bezeichnet. Mitte der 2010er Jahre wurde das Stadion durch ein neues ersetzt, wobei der Vorplatz des neuen Allianz-Stadions ihm zu Ehren 2015 in „Gerhard-Hanappi-Platz“ umbenannt wurde.

## Auszeichnungen (Auszug)
- 1965: Goldenes Verdienstzeichen der Republik Österreich
- 2 × Weltteam
- Österreichischer Sportler des Jahres 1955[3]